# Howard Marks
 (avril 2016).
Si vous disposez d'ouvrages ou d'articles de référence ou si vous connaissez des sites web de qualité traitant du thème abordé ici, merci de compléter l'article en donnant les références utiles à sa vérifiabilité et en les liant à la section « Notes et références ».
Pour les articles homonymes, voir Marks.
Dennis Howard Marks (né le 13 août 1945 et mort le 10 avril 2016) est un écrivain gallois et un ex-trafiquant de drogue qui est devenu célèbre comme trafiquant international de cannabis après avoir été inculpé dans plusieurs affaires de grande ampleur. Au pic de sa carrière, il aurait supervisé des expéditions de près de 30 tonnes de marchandises, et entretenait des liens avec des groupes aussi variés que la CIA, l’IRA, le MI6, et la Mafia. Il a été poursuivi et condamné par la DEA (l’agence américaine de lutte contre le trafic de drogue) à purger une peine de 25 années de prison dans la prison fédérale de Terre Haute. Il a été libéré au bout de sept ans, en avril 1995. Bien qu’il ait eu quarante-trois identités ou pseudonymes différents, il est devenu célèbre sous le nom de Mr Nice, après avoir acheté le passeport d’un condamné pour meurtre, Donald Nice.

## Jeunesse et éducation
Marks est né à Kenfig Hill, près de Bridgend, au Pays de Galles, fils de Dennis Mark, un capitaine de la marine marchande, et Edna, une institutrice. Il a déclaré que son souvenir d’enfance le plus lointain est d’avoir jeté par-dessus bord le chat de navire  de son père dans l’océan Indien ; il a aussi déclaré que ce souvenir l’avait hanté pendant toute sa vie, et qu’il était si jeune qu’il espérait que le chat attrape des poissons et remonte sur le bateau. Éduqué comme un baptiste, il s’est ensuite tourné vers le bouddhisme, mais il n’a jamais été un disciple très fervent. Il est allé à l’école primaire Garw à Pontycymer. Il parle gallois couramment.
Il a gagné sa place au Balliol College d’Oxford après avoir, pendant son entretien, impressionné Russel Meiggs, un professeur réputé de civilisation romaine. Il y a suivi des cours de Physique de 1964 à 1967. C’est là qu’il essaie le cannabis pour la première fois par l’intermédiaire de Denys Irving. Après la mort de son ami Joshua Macmillan (fils de Maurice Macmillan ; petit-fils de Harold Macmillan), Marks s’est juré de ne jamais toucher aux drogues dures. Parmi ses autres amis à Balliol, il y avait l’épidémiologiste Julian Peto et la journaliste Lynn Barber. Grâce à une combinaison de tricherie et d’intenses révisions de dernière minute, il a réussi ses examens de fin d’année ; et ce, malgré des mois passés à s’intoxiquer plutôt qu’à aller en cours et une sérieuse infection développée quelques semaines avant les examens.
En 1967, il commença une formation pour devenir enseignant, et il se maria avec Ilze Kadegis, une Lettonne qui suivait la même formation. Il abandonna cette formation pour poursuivre ses études à l’université de Londres (1967-68), puis il retourna à Balliol à Oxford (1968-69), et ensuite à l’université du Sussex (1969-70) pour étudier la philosophie des sciences.

## Un empire du cannabis
Bien qu’ayant goûté la drogue à l’université, il n’avait vendu du cannabis qu’à ses amis proches ou à des connaissances jusqu’en 1970, quand on le persuada de venir en aide à Graham Plinston, qui s’était fait arrêter en Allemagne pour trafic de drogue. Par l’intermédiaire de Plinston, il fit la connaissance de Mohammed Durrani, un exportateur de haschich, descendant des Durranis ayant régné sur l’Afghanistan au XIXe siècle. Avec Plinston derrière les barreaux, Durrani proposa à Marks de vendre la drogue à une grande échelle à Londres, et il accepta la proposition. Il forma un partenariat avec quatre associés, Charlie Radcliffe, Charlie Weatherly et un dealer prénommé Jarvis. Cependant Durrani ne fit jamais appel à eux, et le groupe acheta de plus petites quantités de haschich à d’autres fournisseurs et commença à le vendre à des consommateurs à Oxford, Brighton et Londres. Au bout de six mois, il retourna en Allemagne pour aider à faire libérer Plinston sous caution, puisqu’avec son casier judiciaire vierge il était le candidat idéal pour passer la frontière avec une importante somme d’argent.
De nouveau libre, Plinston confia à Marks une mission de transport de haschich à Francfort ; Marks quant à lui recruta un trafiquant néo-zélandais nommé Lang comme chauffeur. Après avoir payé Marks 5 000 £ pour son travail à Francfort, Plinston fournit du haschich à Marks et ses trois amis (Radcliffe, Weatherly, et Jarvis) à Londres ; en vendant près de 650 kilos en l’espace d’une semaine, les quatre hommes réalisèrent un profit de 20 000 £. Ensuite, Durrani fit le nécessaire pour faire passer du haschich dans les meubles de diplomates pakistanais qui venaient s’installer à Londres ; Marks devrait intercepter les meubles pour y trouver la drogue - cette combine lui rapporta un profit de 7 500 £. Marks décida d’agrandir son entreprise en recrutant deux amis gallois, Mike Bell et David Thomas, pour stocker la marchandise et l’aider à la transporter. L’équipe devint vite frustrée de la façon dont les profits étaient partagés (80 % de l’argent issu de la vente allait dans les poches de Durrani) et ils prirent contact avec James Mc Cann, un trafiquant d’armes pour l’Armée républicaine irlandaise provisoire (IRA). Marks et Plinston persuadèrent Mc Cann de faire acheminer du haschich directement de Kaboul en Irlande, que les deux se chargeraient de transporter en ferry au Pays de Galles, puis en Angleterre ; Mc Cann ferait venir la drogue via l’aéroport détaxé de Shannon en utilisant ses contacts avec l’IRA. Marks évitait d’attirer l’attention des services fiscaux en créant des fausses factures qui indiquaient qu’il gagnait son argent grâce à la vente de timbres de collection et à une boutique d’habillement.
En 1972, il gagnait 50 000 £ par cargaison. À la fin de l’année il fut sollicité par Hamilton McMillan des Services Secrets Britanniques (MI6), un ami d’Oxford, qui recruta Marks pour le compte du MI6 grâce à ses connexions dans les pays producteurs de haschich (Liban, Pakistan et Afghanistan), pour sa capacité à séduire des femmes, et pour ses contacts avec l’IRA. L’année suivante Marks commença à exporter du cannabis aux États-Unis par l’intermédiaire de la confrérie de l’Amour Éternel, en cachant la drogue dans le matériel de groupes de rock britanniques fictifs qui étaient censés partir en tournée aux États-Unis. Il continua à développer ses opérations en faisant des affaires avec d’autres trafiquants, et en utilisant régulièrement son réseau d’Oxford. Étant donné que Mc Cann risquait d’être abattu par l’IRA si le MI6 les informait qu’il était impliqué dans du trafic de drogue, Marks mit un terme aux opérations de contrebande à l’aéroport de Shannon.
Après l’affaire Littlejohn, le MI6 cessa toutes formes de collaborations avec Marks, tandis que son opération avec les États-Unis prit fin quand des policiers démontèrent un haut-parleur rempli de cannabis et arrêtèrent James Grater un des membres du gang impliqué, ce qui conduit à des arrestations en Europe. Marks fut arrêté par la police hollandaise en 1973, mais il ne se présenta pas au tribunal en 1974 ; la presse Britannique en fit alors une figure médiatique en faisant état de rumeurs selon lesquelles il avait été enlevé par l’IRA pour ses relations avec le MI6. Avec le gros de sa fortune confisqué par les autorités, il prit la route direction l’Italie, où il vécut trois mois dans un camping-car avant de revenir secrètement en Angleterre en 1974. C’est à cette époque qu’il commença une relation avec Judy Lane ; le couple allait ensuite se marier et faire trois enfants (Amber, née en octobre 1977 ; Francesca, née en novembre 1980, et Patrick, né en novembre 1986). Avant cela il avait vécu une relation pendant cinq ans avec Rosie Lewis, avec qui il eut une fille prénommée Myfanwy.
Marks a ensuite mit en relation Ernie Combs, membre de la confrérie de l’Amour Éternel, avec John Denbigh, un homme avec des connexions dans la production de haschich népalais.
Avec l’aide de Yakuza, de grandes quantités pourraient être exportées vers l’aéroport JFK en les dissimulant dans des climatiseurs, et le clan mafieux de Don Brown (dirigé par Carmine Galante) en prendrait possession. Une opération portant sur 500 kilos de hasch fut organisée et exécutée le 4 juillet 1975, et fit de Marks un homme riche. Il y eut d’autres deals avoisinant les 750 kilos, et Marks continuait à vivre sous des noms d’emprunt au Royaume-Uni. En 1976, il fit un voyage aux États-Unis, et organisa un deal d’une tonne entre Combs et Sam le Libanais, empochant 300 000 £ par la même occasion ; il continua à organiser des deals entre ses divers amis américains et ses contacts en Extrême Orient. À la recherche d’une nouvelle identité après que son pseudonyme de l’époque Anthony Tunnicliffe ait été repéré par la police, il acheta le passeport de Donald Nice en 1978.
« Entre 1975 et 1978, vingt-quatre cargaisons correspondant à un total de 55000 livres de marijuana et de haschich ont été importées avec succès à l’aéroport de JFK, New-York. Ces transactions avaient impliqué la Mafia, les Yakuza, la confrérie de l’Amour Éternel, l’armée thaïlandaise, l’Organisation de libération de la Palestine, les Forces armées pakistanaises, les moines Népalais, et d’autres individus de toutes les professions. Le profit dégagé par tous ceux impliqués approchait les 48 000 000 $. Ils avaient eu leurs heures de gloire. »
—Conclusion de Marks à propos de la période du trafic de l’aéroport JFK dans son autobiographie M. Nice ; Cette période arriva à son terme quand la DEA commença à intercepter les marchandises et à arrêter des membres de la Mafia de New York.
À la fin des années 1970, la famille criminelle des Trafficante, avec à sa tête Santo Trafficante Junior, importait du cannabis en provenance de Colombie aux États-Unis sur des cargos, ce qui faisait baisser le prix de l’herbe à la revente partout en Amérique. En décembre 1979, Trafficante exporta pas moins de 50 tonnes de cannabis directement de Colombie à Marks et à ses contacts au Royaume-Uni, suffisamment pour répondre à la demande du marché britannique pendant toute une année. En 1980, Marks a été arrêté par les douanes pour son rôle dans l’importation de 15 millions de livres sterling de cannabis ; la police avait suivi des associés de la famille Trafficante sur le lieu d’un important dépôt de cannabis. Lors de son arrestation, il était en possession de nombreuses pièces à conviction ainsi que de 30 000 £ en liquide.
Défendu par Lord Hutchinson, Marks plaida « non coupable », en concoctant une histoire selon laquelle il était un agent du MI6 (dissimulant le fait que sa relation avec le MI6 avait pris fin en 1973), et des Services Secrets Mexicains qui lui avait fourni une identité de trafiquant de drogue pour mettre la main sur James Mc Cann (recherché en Angleterre pour ses activités au sein de l’IRA). Le jury le déclara innocent pour les accusations de trafic de drogues, mais coupable de l’utilisation de faux passeports, et Marks fut condamné à deux ans d’emprisonnement, mais il fut libéré au bout de cinq jours car il avait déjà purgé une grande partie de la peine avant que le verdict ne soit prononcé. Les douanes de sa majesté l’ont ensuite arrêté pour son rôle dans une opération de trafic de 1973, mais à la suite d’un plaidoyer de marchandage et d’une remise de peine, il ne purgea que trois mois sur une peine de trois ans.
Libéré en mai 1982, bien que la plupart de ses employés soient encore en prison pour des faits dont il avait été innocenté, il passa l’année suivante à gérer un commerce légal d’importation de vin. Néanmoins, il continuait à dépenser plus d’argent qu’il n’en gagnait et l’épargne qu’il avait mise de côté grâce au trafic de drogue dans les années 1970 commençait à se réduire. En 1983, Mc Cann était toujours en cavale et son activité de contrebande était florissante ; il proposa à Marks l’opportunité de vendre 250 kilos de cannabis et celui-ci accepta. Cependant la police hollandaise intercepta la totalité de la marchandise et arrêta Mickey Williams, un membre des réseaux souterrains londoniens qui avait accepté d’aider Marks dans l’affaire.
Après cela, Marks est parti en Extrême-Orient pour préparer des transactions de cannabis avec Salim Malik, un exportateur de haschich Afridi qu’il avait rencontré par l’intermédiaire de Durrani (entretemps Durrani avait succombé à une crise cardiaque), et Phil Sparrowhawk, un exportateur de Bangkok ; ils feraient acheminer la marchandise jusqu’à Ernie Combs aux États-Unis. Il a aussi arrangé un deal de 500 kilos avec Mickey Williams, qui était parti à Bangkok après sa sortie de prison à Amsterdam. Marks blanchissait son argent grâce à plusieurs façades : agence de voyages, papeterie, importation de vin, une entreprise de distribution des eaux, et un service de secrétariat.
En 1984, il fut contacté pour vendre pour 300 000 $ de cannabis à un agent de la CIA qui cherchait à financer et à armer les Moudjahidines dans leur combat contre les Soviétiques (opération Cyclone). Cependant, le contact de l’agent sur le navire de l’APL (American President Lines) a subi une crise cardiaque et est mort pendant le trajet, laissant ainsi la marchandise aux mains des autorités américaines ; l’agent s’enfuit au Brésil pour éviter les poursuites.
Bien que placé sous surveillance, Marks continua à accroître ses activités de contrebande et fit monter un salon de massage dans un hôtel de luxe de Bangkok avec l’aide de Phil Sparrowhawk et Lord Moynihan. En 1986, il s’installa à Majorque, et continua à s’enrichir avec le trafic du haschich de Salim Malik aux États-Unis. Pendant ce temps là, la DEA continuait à surveiller Marks et mit son téléphone sur écoute, et après avoir arrêté Ernie Combs, ils ont failli saisir une importante cargaison de cannabis mais Marks a été prévenu et le bateau a été redirigé vers l’île Maurice et l’opération a été annulée. Alors qu’il continuait à passer à travers les mailles du filet de la DEA, il engrangeait toujours plus d’argent et augmentait son réseau de contacts souterrains, découvrant qu’il pouvait utiliser les triades chinoises pour blanchir son argent plus efficacement.
«Un propriétaire de bordel philippin membre de la chambre des Lords (Moynihan) séjournait chez un chef inspecteur de la police espagnole (Rafael Llofriu). Le Lord était surveillé par un agent de la CIA américain qui logeait chez un criminel sexuel anglais (Jim Hobbs). L’agent de la CIA dormait sous le même toit qu’un terroriste de l’IRA (Mc Cann). Le terroriste de l’IRA négociait les termes d’un deal de haschich avec un pilote géorgien qui travaillait pour le cartel de Medellin. Chargé de synchroniser tous ces scénarios, Marks, un ex-agent du MI6, supervisait en même temps la vente de 30 tonnes d’herbe thaïlandaise et recevait dans sa maison le principal fournisseur de haschich du Pakistan (Malik). Un agent solitaire de la DEA essayait de rassembler les pièces de ce puzzle. Il se préparait quelque chose en coulisses.
—Les efforts de la DEA pour interpeller Marks étaient rendus extrêmement difficiles par les nombreux contacts de toutes sortes que Marks avait ; en septembre 1987, beaucoup de ces contacts étaient avec lui à Palma de Majorque.
Quand des amis à lui se sont fait arrêter par la gendarmerie royale du Canada, Marks décida de se retirer de la contrebande de drogues pour se concentrer sur ses affaires légales ; il expliquait son choix par ce qu’il était advenu à ses amis et contacts qui étaient soit en prison, soit à la solde de la DEA, soit impliqués dans des trafics de drogues dures.
En 1988, l’agent de la DEA Craig Lovato arrêta Howard et Judy Marks, et les fit extrader aux États-Unis. Des arrestations de complices de Marks ont eu lieu en Angleterre, en Espagne, aux Philippines, en Thaïlande, aux Pays-Bas, au Pakistan, en Suisse, aux États-Unis et au Canada. C’était le fruit du travail de ‘l’opération éclectique’, lancé conjointement en 1986 par la DEA et Scotland Yard, et à laquelle collaborèrent de nombreuses organisations policières du monde entier.

## Procès et emprisonnement
Marks fut emmené de Palma vers la prison de Modelo à Barcelone, puis à celle d’Alcalá-Meco à Madrid.
Là, on lui passa un dossier de quarante pages qui détaillait les poursuites dont il faisait l’objet pour ses activités de trafic de drogues entre 1970 et 1987, en l’accusant d’opérer une forme de racket tel que décrit dans le Rico Act.
Dans son autobiographie, Marks déclara que bien que  « les accusations formulées à l’encontre de Judy et d’autres étaient absurdes, celles qui me concernaient moi, étaient pour la plupart fondées.» Selon les nouvelles lois relatives aux condamnations de prison, il encourait une peine pouvant aller de dix ans à la peine maximale d’emprisonnement à vie sans possibilité de sursis. L’Audencia Nacional prononça son extradition pour la Floride.
Après avoir eu accès au dossier d’accusation, Marks entama une stratégie de défense selon laquelle ses opérations de contrebande étaient dirigées vers l’Australie, et qu’il n’avait jamais exporté vers les États-Unis, et n’aurait donc jamais enfreint les lois américaines. Il continua à alimenter le mythe de son affiliation au MI6, et dénonça un complot de la CIA à son égard parce qu’il avait découvert que des agents de la CIA faisaient acheminer des drogues en Australie.
Lui et ses avocats ont passé des heures à réécouter les enregistrements téléphoniques utilisés comme preuves pour faire croire que les conversations codées traitaient de trafic de drogues vers l’Australie et non vers les États-Unis ; des recherches furent menées sur les bulletins météorologiques afin d’essayer d’établir des parallèles entre ce que disaient Marks et ses associés et le temps qu’il faisait en Australie.
Marks et sa femme ont été extradés en 1989, et on lui a lu ses droits (avertissement de Miranda) dans l’avion entre l’Espagne et les États-Unis.
En Floride, Judy plaida coupable pour son rôle mineur dans l’entreprise de racket et fut libérée puisqu’elle avait déjà purgé plusieurs mois de prison en Espagne. L’argent que Marks avait gagné grâce à ses trafics a été dépensé en frais de procédures. Il refusa de faire un plaidoyer de marchandage et de donner des informations sur ses associés, en pariant qu’il pourrait à nouveau convaincre le jury que les autorités s’étaient trompées de coupable.
Cependant, lorsque le procès débuta en juillet 1990, Peter Lane, son beau-frère et associé au trafic, écrivit à Marks pour l’informer qu’il témoignerait contre lui au procès afin d’alléger sa propre condamnation. Marks pensait toujours réussir à contrer les accusations de la DEA au tribunal quand Ernie Combs accepta à son tour de témoigner pour l’accusation afin d’assurer la libération de sa femme, et Marks n’avait pas d’autres choix que de plaider coupable aux accusations de racket. Il fut condamné à 25 ans de prison et 50 000 $ d’amende ; il avait dans un premier temps écopé d’une peine de 15 ans puis a été reconduit au tribunal où le juge expliqua que sa langue avait fourché et que ses condamnations à 10 et 15 ans de prison étaient consécutives et non simultanées.
Il a passé sept années derrière les barreaux dans le complexe correctionnel fédéral de Terre Haute dans l’Indiana, une prison réputée dure ; il avait initialement été condamné à purger sa peine à Butner, mais l’agent Lovato a insisté pour qu’il soit transféré à Terre Haute. Une des six prisons les plus sécurisées des États-Unis, Terre Haute avait la pire réputation en termes de violence et de viols collectifs. Malgré cela, Marks s’est bien entendu avec les nombreux condamnés violents de cette prison parce qu’il était « britannique et que ce n’était pas une balance », et il évitait les problèmes en se montrant « sympa, charmant et excentrique ».
Pendant son séjour là-bas, il est devenu ami avec beaucoup de criminels célèbres et avec des membres de quatre des cinq grandes familles de la Mafia, parmi eux : Gennaro "Gerry Lang" Langella (famille Colombo); James "Jimmy C" Coonan, John "Johnny Carnegs" Carneglia, Vittorio "Little Vic" Amuso et Frank "Frankie Loc" LoCascio (famille Gambino ); Anthony "Bruno" Indelicato (famille Bonanno ); et Joey Testa. Il est aussi devenu ami de Veronza Bowers, Jr. (Parti des Black Panthers) et de 'Big Jim' du club de motards ‘Outlaw’.
À cause de son statut de diplômé d’Oxford avec de supposés liens avec les services secrets britanniques, on le considérait comme un détenu avec un fort potentiel d’évasion, et il a passé de nombreuses semaines en cellule d’isolement bien qu’il n’ait jamais tenté de s’évader ou d’agresser d’autres détenus ou des membres du personnel de la prison.
Pendant son séjour en prison, il a rencontré le succès en tant qu’avocat de détenu, notamment quand il a obtenu une annulation de condamnation. Il réussit à arrêter de fumer des cigarettes pendant les trois dernières années de sa peine.
En janvier 1995, Marks s’est vu accepté un sursis après qu’un gardien de la prison ait témoigné qu’il était un détenu modèle qui passait la majeure partie de son temps à aider ses codétenus à passer leur examen du GED. On avait prévu de le libérer le même jour que Mike Tyson, le 25 mars 1995, mais finalement il ne sortit que deux semaines plus tard à cause d’une erreur administrative.

## Vie après la sortie de prison
À la suite de sa libération, Marks a publié un best-seller autobiographique, M. Nice (Mama éditions), qui a été traduit dans différentes langues.
Après M. Nice, il a aussi compilé une anthologie de textes et d’extraits de romans, The Howard Marks Book of Dope Stories (Vintage, 2001) et plus récemment une suite à son auto-biographie Señor Nice: Straight Life from Wales to South America. Ce livre est différent des deux autres dans la mesure où il n’est pas centré sur les drogues et quoi qu’autobiographique, il se penche en premier lieu sur sa propre exploration de son ancêtre, le pirate Henry Morgan.
En 2011, il publia un thriller intitulé Sympathy for the Devil. Son ex-femme, Judy Marks, a aussi écrit une autobiographie de leur vie commune M. Nice and Mrs Marks, publiée chez Ebury Press en 2006. Le couple s’est séparé en 2003, et a divorcé en 2005.
En 1997, Marks s’est présenté aux élections législatives du parlement britannique avec comme seul programme la légalisation du cannabis. Il s’est présenté à quatre sièges différents : Norwich Sud (contre le futur ministre de l’Intérieur Charles Clarke), Norwich Nord, Neath, et Southampton. Il a récolté près de 1 % des suffrages exprimés. Sa campagne a mené à la création du parti de l’ALC (Alliance pour la légalisation du cannabis) par Alan Buffry en 1999, puis le parti s’est transformé en 2011 en parti de la réforme du cannabis.
Il s’est aussi posé en porte-drapeau de la cause cannabique dans de nombreuses émissions télévisées britanniques, dont l’émission irlandaise du Late late show le 1er octobre 2010. Il est également invité par Michèle Cédric dans un entretien diffusé sur la télévision belge en 2000.Il a joué dans plusieurs films notamment une apparition dans Human Traffic en 1999, jouant le rôle de Satan dans l’adaptation au cinéma de ''Dirty Sanchez'' en 2006, dans I know you know en 2009, et dans le film de gangster Killer bitch en 2010.
Il est également le sujet principal d’un biopic intitulé Mr. Nice, adapté de son autobiographie éponyme. Sorti en octobre 2010, son rôle y est joué par Rhys Ifans et celui de sa femme Judy est tenu par Chloë Sevigny.